# Salia anyte
Salia anyte är en fjärilsart som beskrevs av Druce 1891. Salia anyte ingår i släktet Salia och familjen nattflyn. Inga underarter finns listade.